# Stefan Szwarc

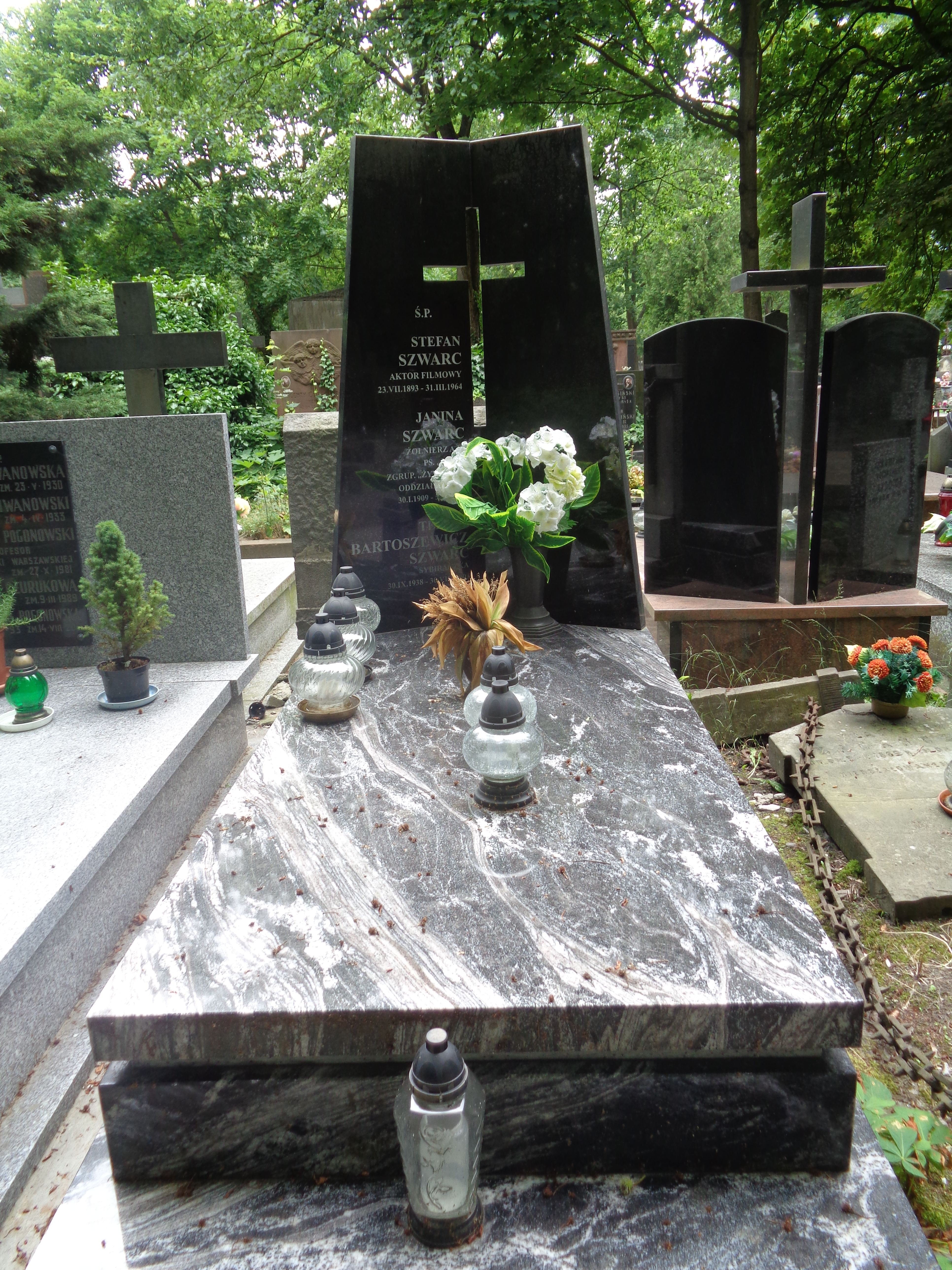
Grób Stefana Szwarca na cmentarzu Powązkowskim

Stefan Szwarc (ur. 23 lipca 1893 w Benderach, zm. 31 marca 1964 w Warszawie) – polski przedwojenny aktor filmowy i reżyser.

## Życiorys
Jako aktor zadebiutował w 1926 w filmie O czym się nie myśli w roli Czernika. Przez kolejnych trzynaście lat zagrał łącznie w trzynastu polskich produkcjach filmowych, wcielając się głównie w postaci drugoplanowe i epizodyczne. W 1932 we współpracy z reżyserem i scenarzystą Brunonem Bredschneiderem wyreżyserował film Rycerze mroku. W 1939 kierował produkcją filmu Geniusz sceny, poświęconego twórczości aktora i reżysera Ludwika Solskiego. Tuż przed wybuchem II wojny światowej został zmobilizowany do wojska, zaś po kampanii wrześniowej internowany w Rumunii. Po zwolnieniu z obozu powrócił do przebywającej w Warszawie rodziny i przebywał w stolicy w momencie wybuchu powstania warszawskiego.
Stefan Szwarc zmarł 31 marca 1964 i został pochowany na cmentarzu Powązkowskim w Warszawie (kwatera 108-1-21). Jego żona Janina z Kamińskich była żołnierzem Armii Krajowej o pseudonimie „Jaga”, działającym w zgrupowaniu „Żubr” w obwodzie „Żywiciel”. Szwarcowie mieli dwóch synów. Starszy syn Stefana Szwarca Marek również walczył w I Kompanii Batalionu „Żubr” w zgrupowaniu AK „Żywiciel”, za co został odznaczony między innymi Krzyżem Walecznych i Warszawskim Krzyżem Powstańczym.

## Filmografia

### Jako aktor
- 1926 - Czerwony błazen, jako sędzia śledczy
- 1926 - O czym się nie myśli, jako Czernik
- 1927 - Zew morza, jako bosman, herszt bandy przemytników
- 1928 - Ludzie dzisiejsi, jako Agitator
- 1928 - Kropka nad i, jako mężczyzna
- 1930 - Niebezpieczny romans, jako „Jańcio”
- 1930 - Gwiaździsta eskadra
- 1932 - Rycerze mroku
- 1934 - Przeor Kordecki – obrońca Częstochowy
- 1936 - Pan Twardowski
- 1936 - Róża, (niewymieniony w czołówce)
- 1937 - O czym marzą kobiety

### Jako reżyser
- 1932 - Rycerze mroku